# Casa dei Canonici di Santa Maria in Trastevere
Casa dei Canonici di Santa Maria in Trastevere è un  edificio di Roma che si trova all'angolo tra Piazza di Santa Maria in Trastevere e via della Paglia, nel rione Trastevere.

## Storia
A destra della basilica di Santa Maria in Trastevere si trova un edificio  costruito nel 828 per ordine di papa Gregorio IV per ospirare il clero della chiesa. 
L’edificio ha subito nel tempo numerose modifiche ed è stato  completamente ristrutturato nel XVIII secolo con tre piani, ognuno con una cornice marcapiano. Ogni piano presenta cinque finestre incorniciate.
Al piano terra si apre un portale del XVIII secolo sovrastato da un timpano curvo con una targa sulla quale c'è l'iscrizione "FONS OLEI".
Questa scritta è un riferimento a un evento miracoloso che sarebbe avvenuto nel 38 a.C.: l'uscita di un fluido, probabilmente petrolio; l'evento sarebbe stato interpretato dagli ebrei di Trastevere come annuncio dello prossimo arrivo del messia.